# Gräsgårds kyrka
Gräsgårds kyrka är en kyrkobyggnad i Gräsgårds socken, Växjö stift. Kyrkan är församlingskyrka för Sydölands församling på Öland. 

## Historik
När kristendomen kom till Öland i mitten av 1000-talet uppfördes troligen en kyrka i Gräsgård. Det var antagligen en liten så kallad stavkyrka. Stavkyrkan ersattes på 1100-talet av en kyrkobyggnad i sten. Medeltidskyrkans historia skildras i ord och bild på en tavla i den nuvarande kyrkan. Johannes Haquini Rhezelius har tecknat en bild av kyrkan. Enligt teckningen bestod kyrkan av ett torn i väster och ett långhus med en rakslutande korvägg i öster och ingång i söder. Kyrkan var i bruk till 1823 då den nuvarande kyrkan byggdes.

## Kyrkobyggnaden
Den nuvarande kyrkan består av ett rektangulärt kyrkorum med kor och utbyggd sakristia i öster, torn i väster och vapenhus i söder. Stilmässigt tillhör kyrkan exteriört och interiört en historicerande blandstil. Äldsta delarna av kyrkan är från cirka 1100-talet.
Av den medeltida kyrkan kvarstår västtornet; även i östmuren återfinns medeltida murar. 1823 fogades salkyrkan till tornet. 1884–1886 tillkom vapenhuset, tornets övre del förhöjdes och försågs med lisener och rundbågefriser, och den nuvarande tornöverbyggnaden tillkom; den ersatte en 1700-talslanternin. Exteriört präglas kyrkan helt av den stilmodernisering som då genomfördes. De vitputsade, sadeltäckta byggnadskropparna genombryts av rundbågiga fönsteröppningar; ingångar i väster och i vapenhuset leder in i kyrkorummet.
Även kyrkans inre vittnar om renoveringen vid slutet av 1800-talet, om än något av det enhetliga i renoveringen har gått förlorad i och med senare förändringar. Tunnvalvet har gördelbågar; läktare, orgelfasad, predikstol, altaruppsats och andra inventarier har nygotisk prägel. Läktarunderbyggnad installerades 1980.

## Inventarier
- Altartavlan är utförd av Johan Silvén. Den är en kopia av Carl Blocks altartavla i Hörups kyrka, Lunds stift.
- Altaruppställning i nygotik av H.T. Holmgren  1884–1886
- Bänkinredningen är från  1953–1954
- Dopfunten är gjord av bildhuggare Anton Wahledow 1907
- Predikstol av H.T. Holmgren (1884–1886)
- Votivskepp. Modell av fullriggaren Rut. Gåva till kyrkan 1954.
- Golgatamålning av Edvard Orm utförd 1730. Den har tidigare ingått i en altaruppsats.
- Två ljuskronor av mässing tillverkade 1716 av klockgjutare Mårten Wetterholtz.
- Storklockan är gjuten 1840 i Karlskrona av P. Mörck.
- Lillklockan är gjuten i Stockholm omkring 1884 av Johan A. Beckman & Co.

## Bildgalleri

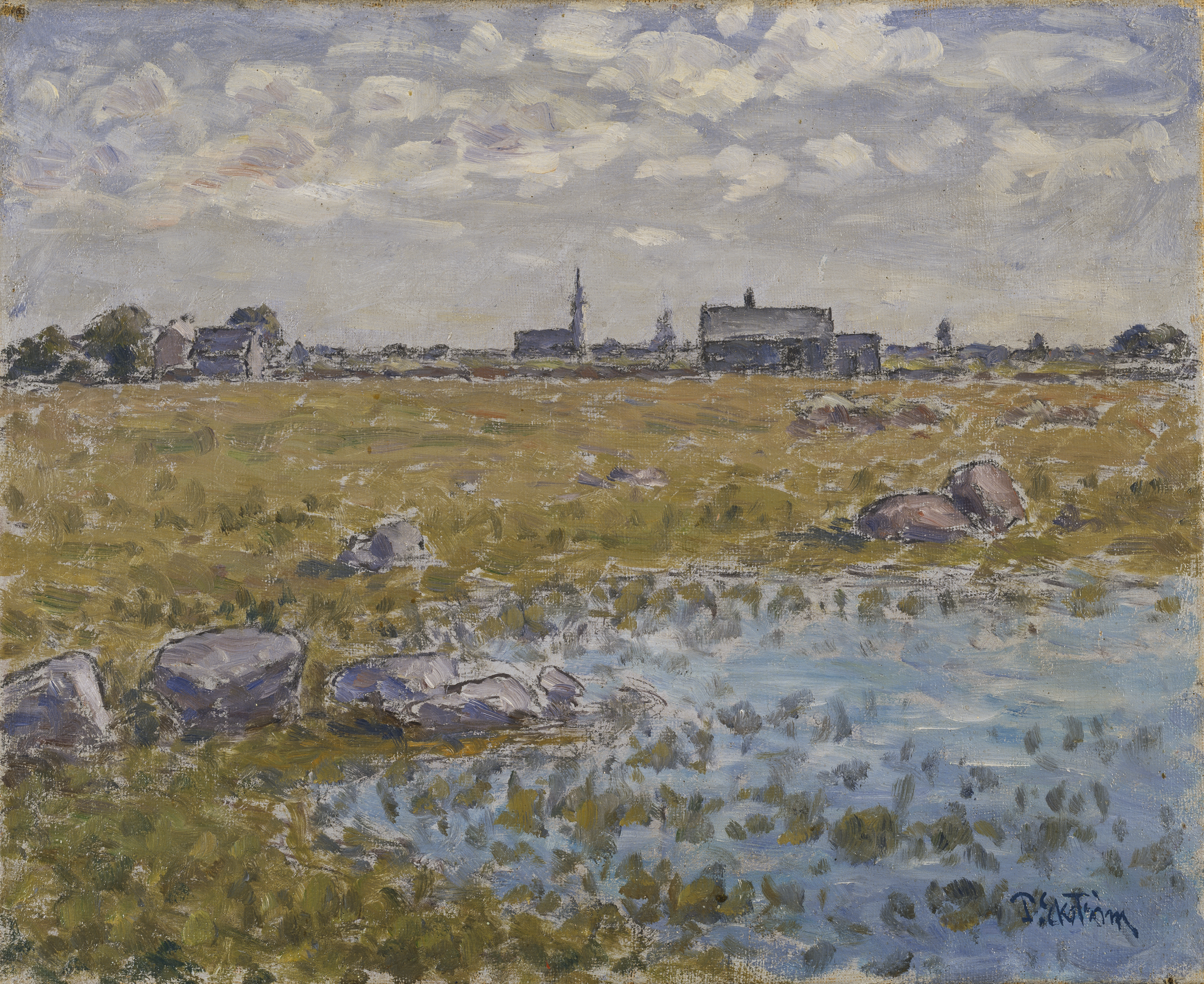
Gräsgårds kyrka, Per Ekström
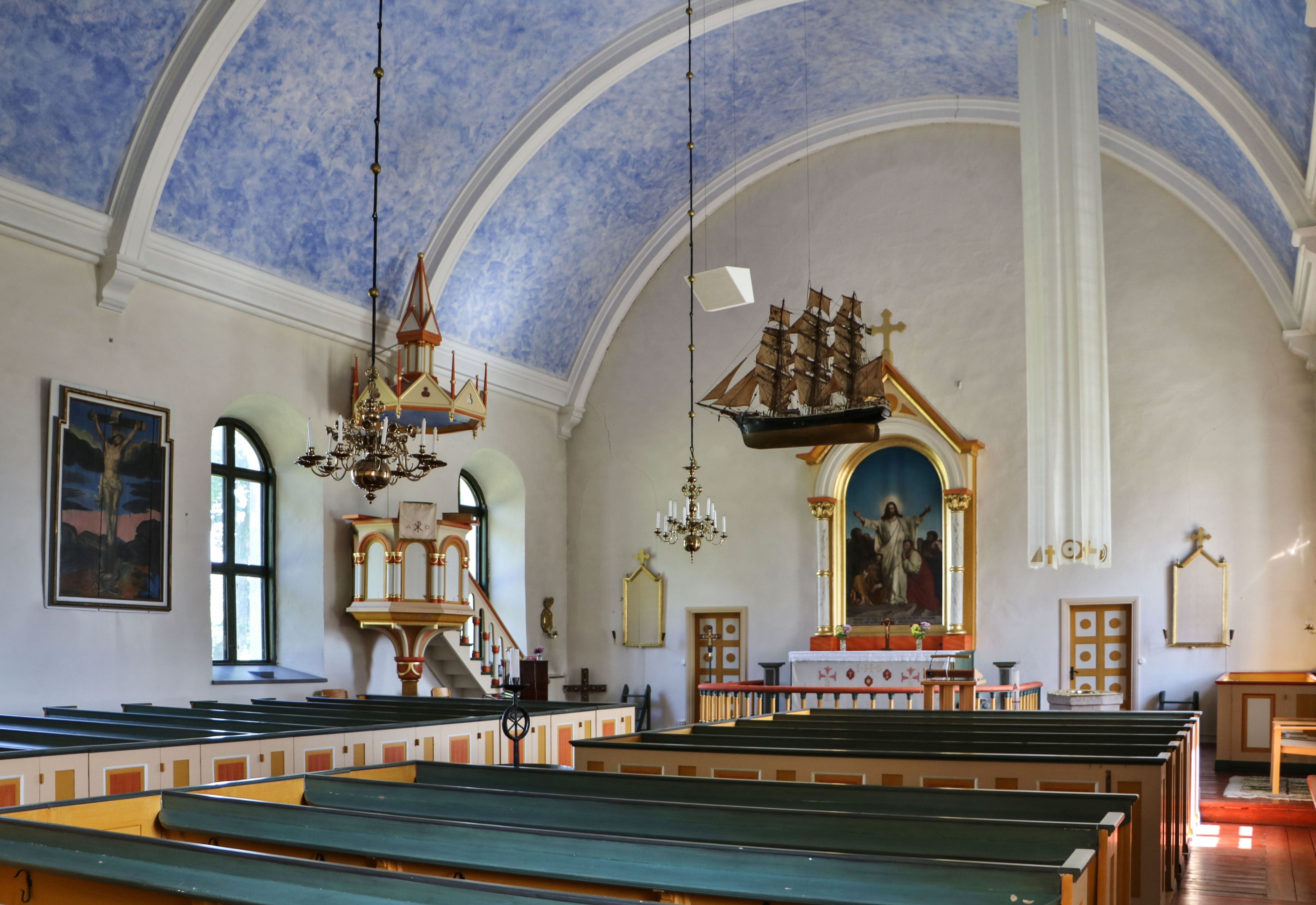
Kyrkorummet mot öster
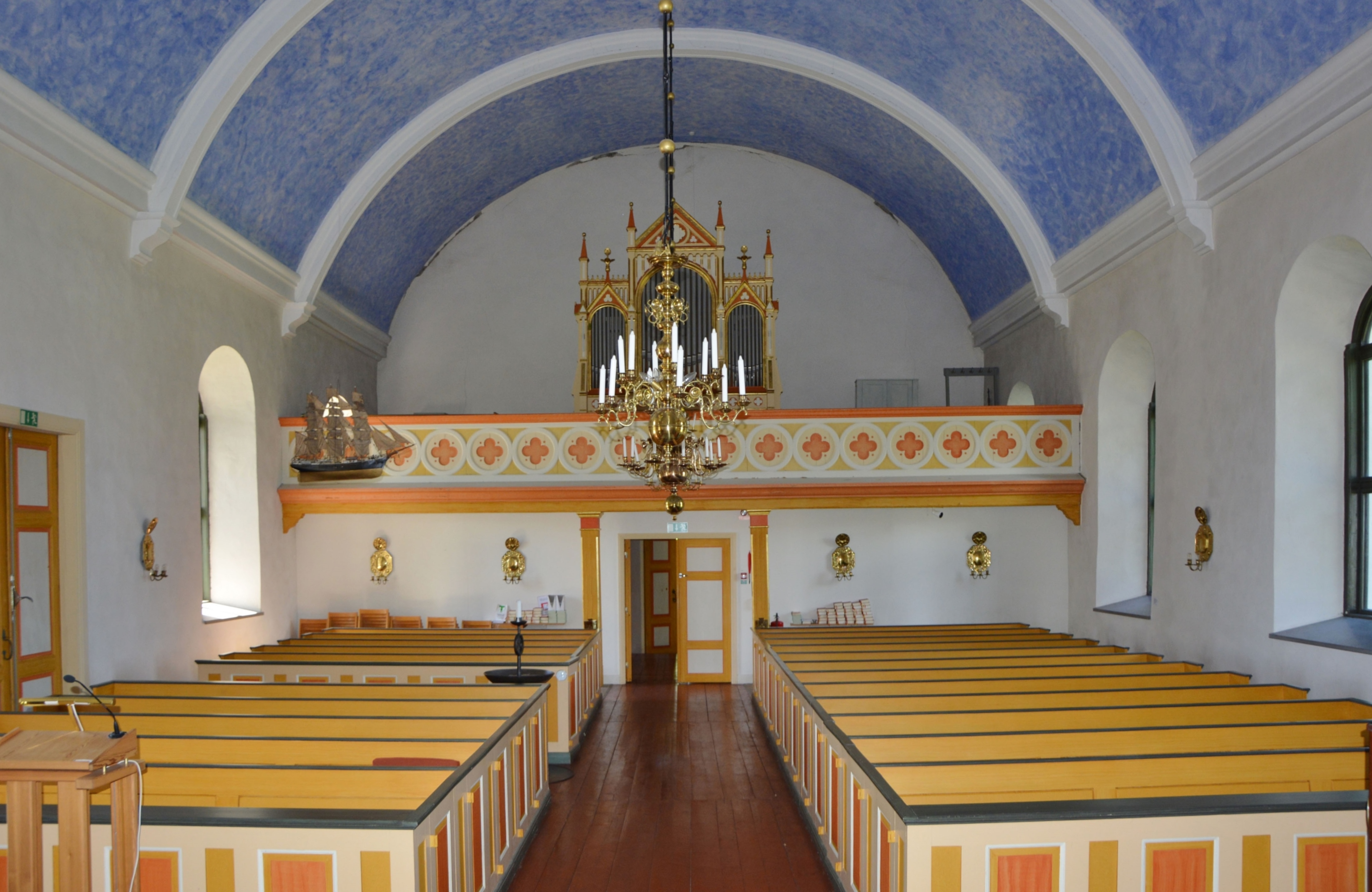
Kyrkorummet mot väster
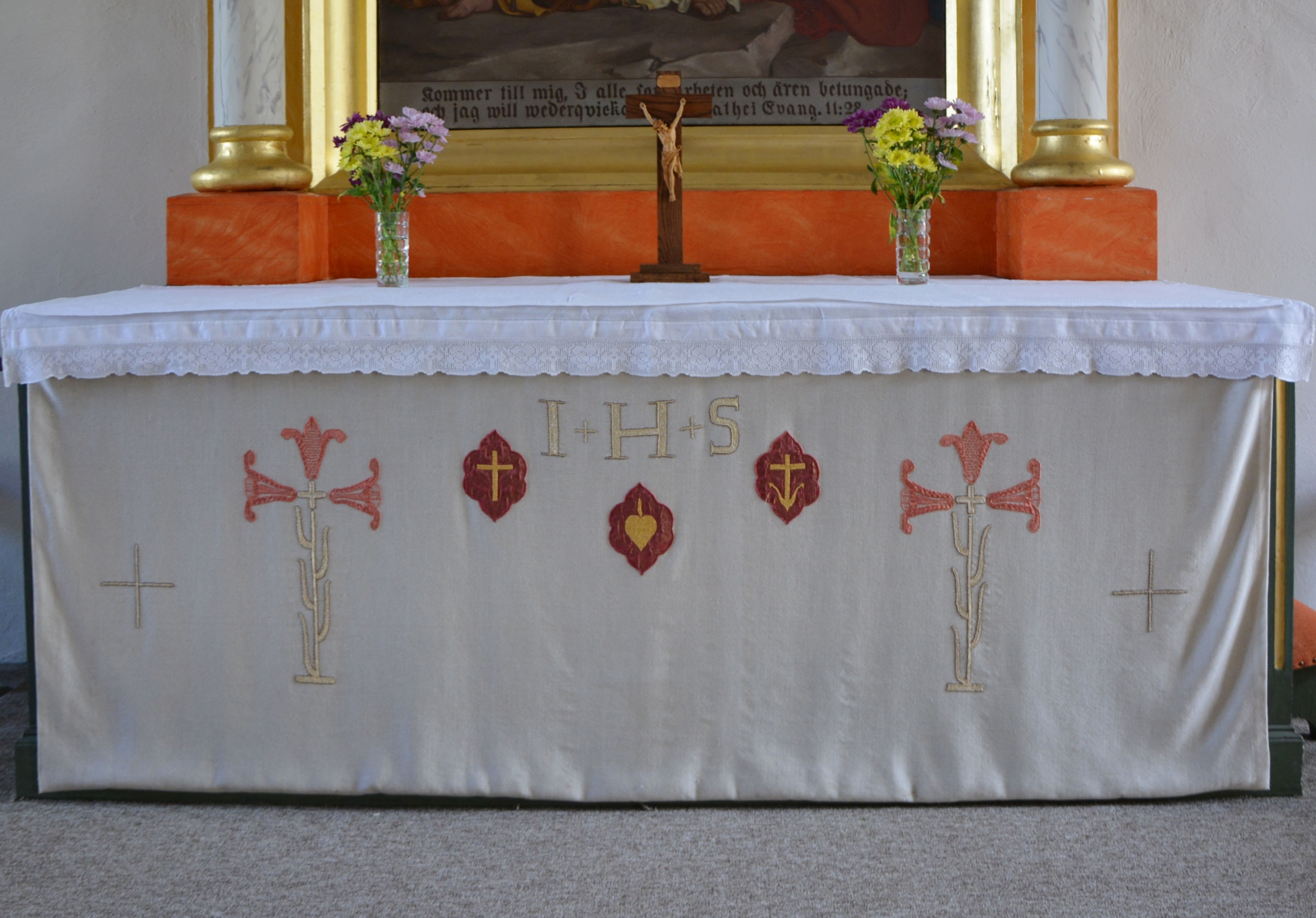
Altaret
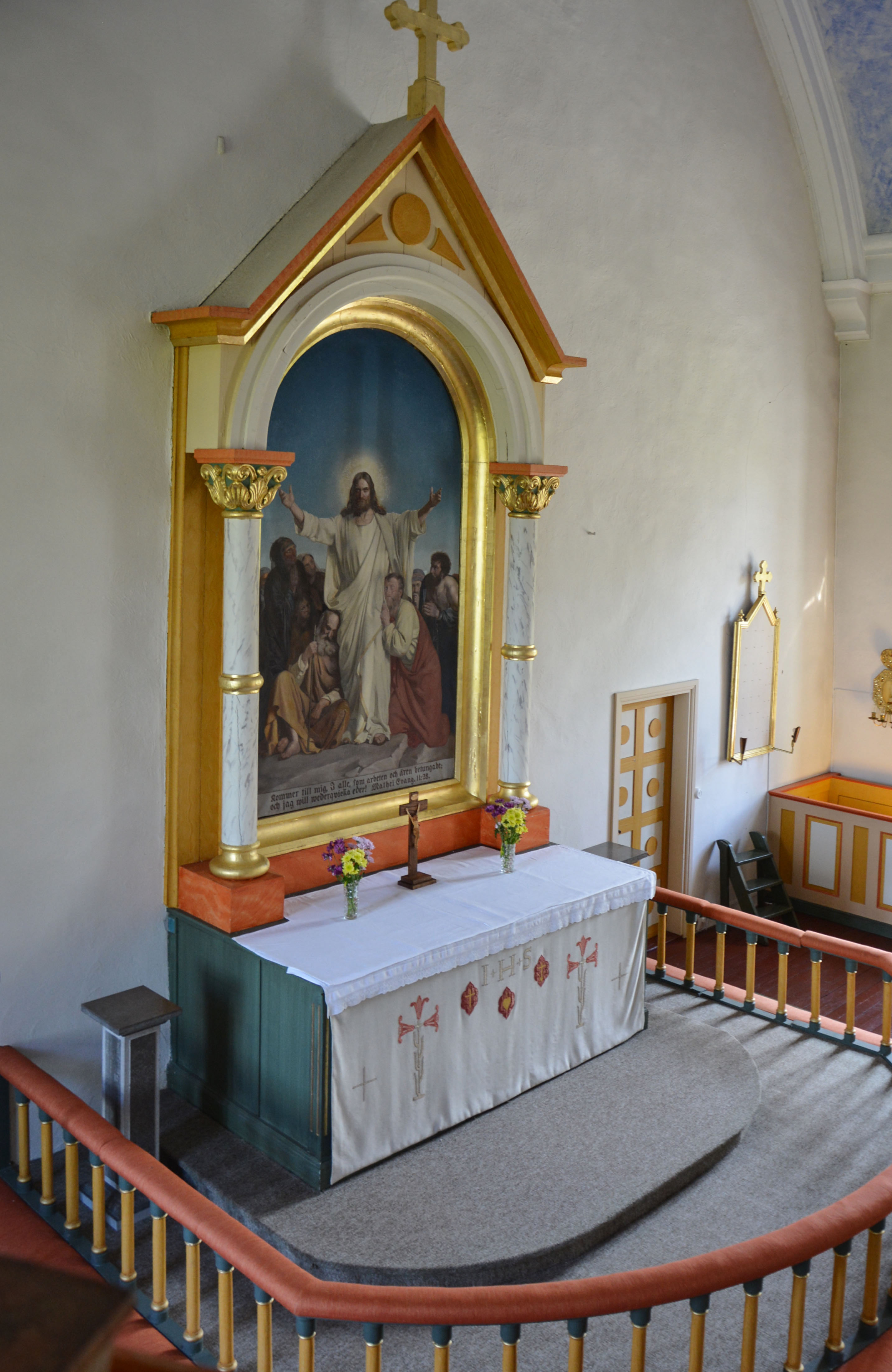
Del av koret
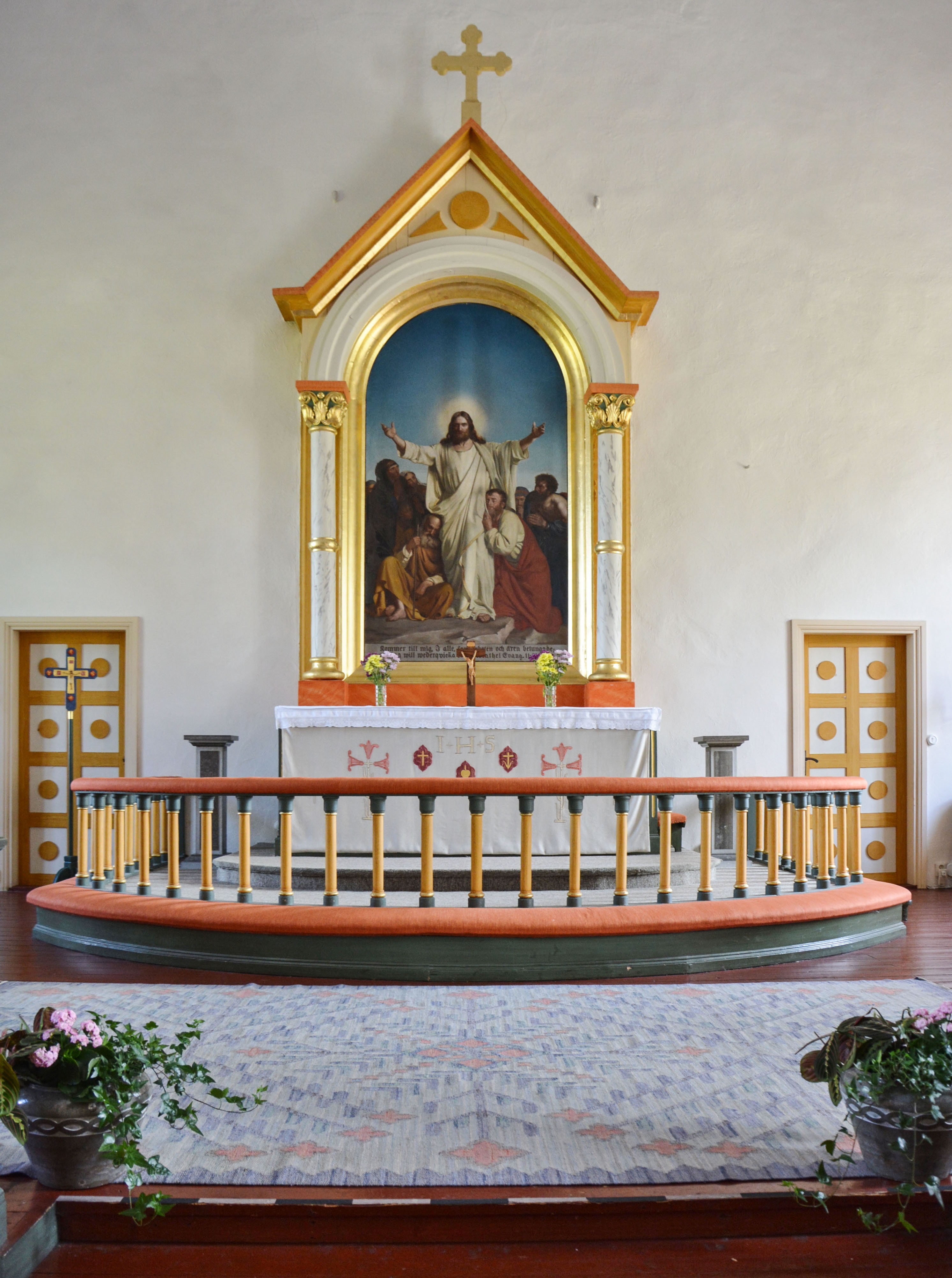
Altaret och altaruppsatsen
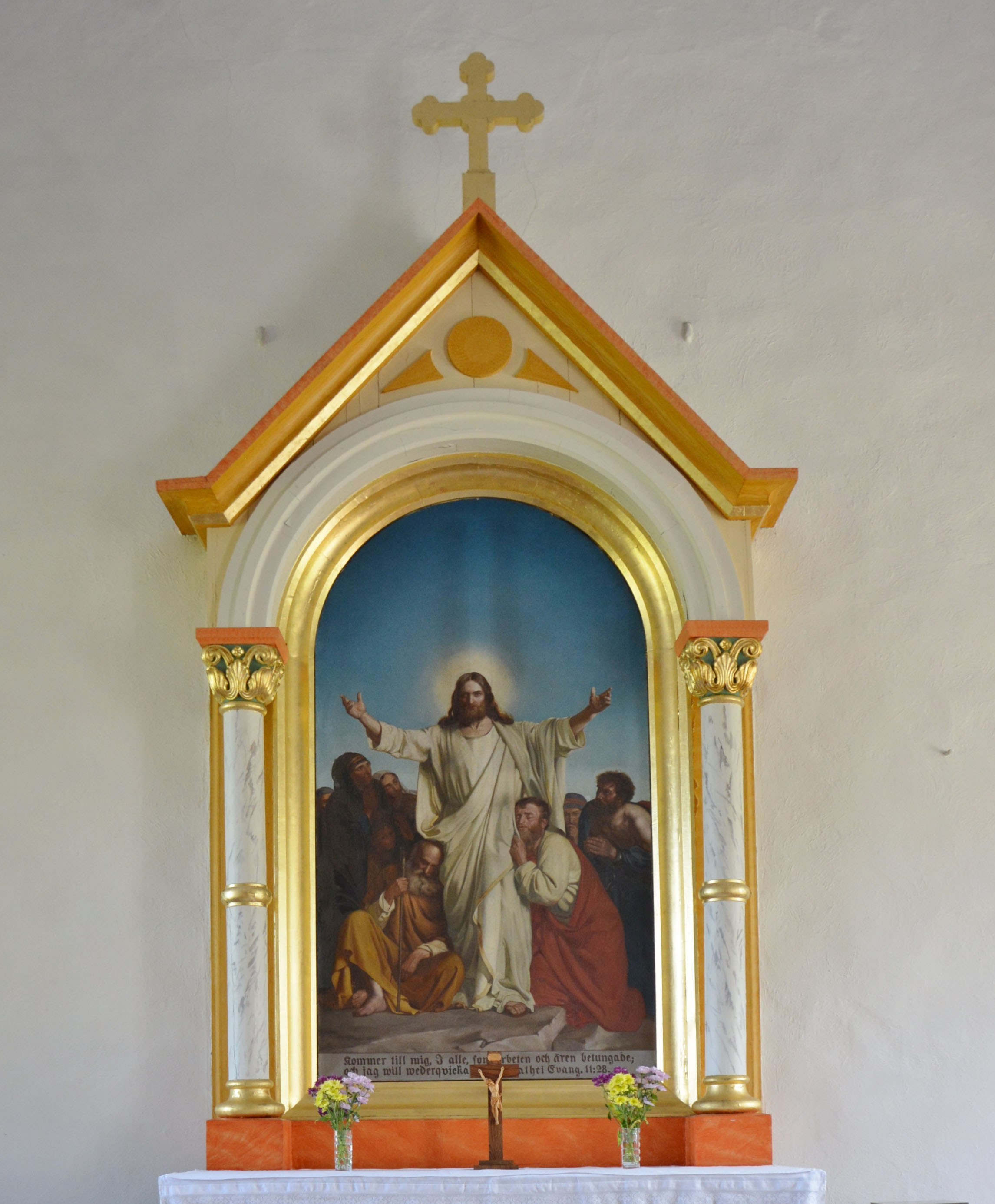
Altartavlan:"Kristus tröstaren"
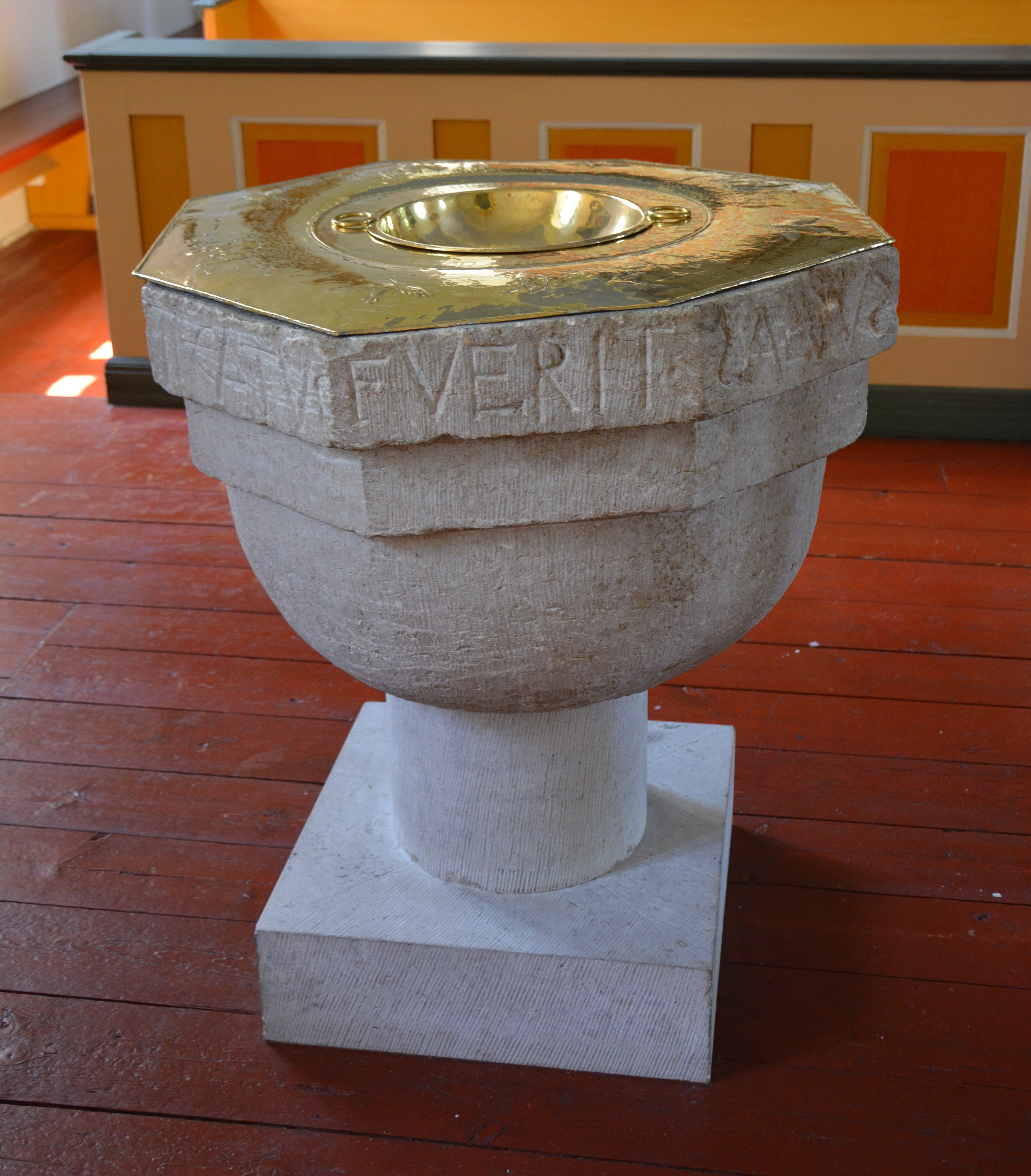
Dopfunten
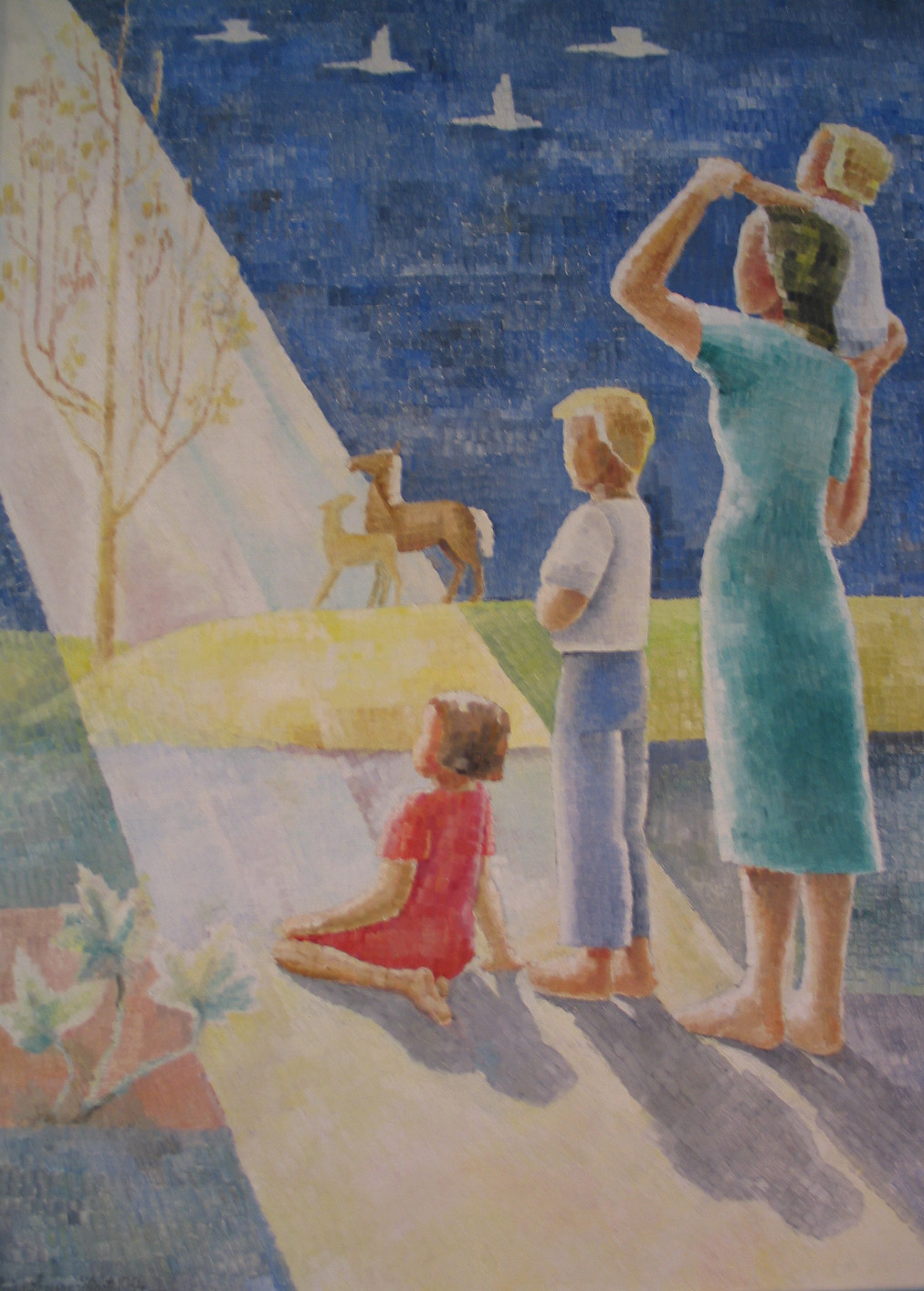
Konstverk vid dopfunten av Elvira Larsson Hjort
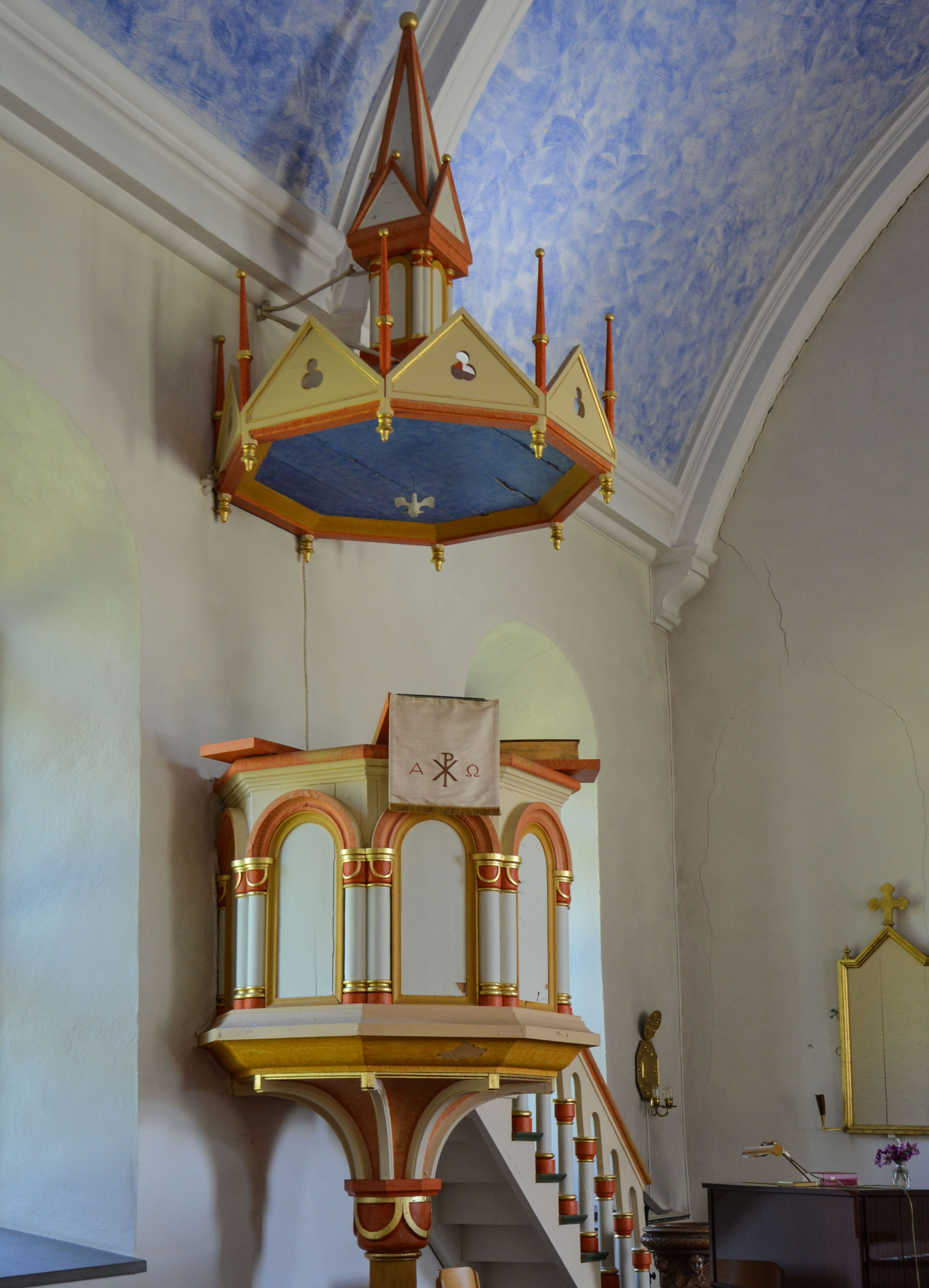
Predikstolen
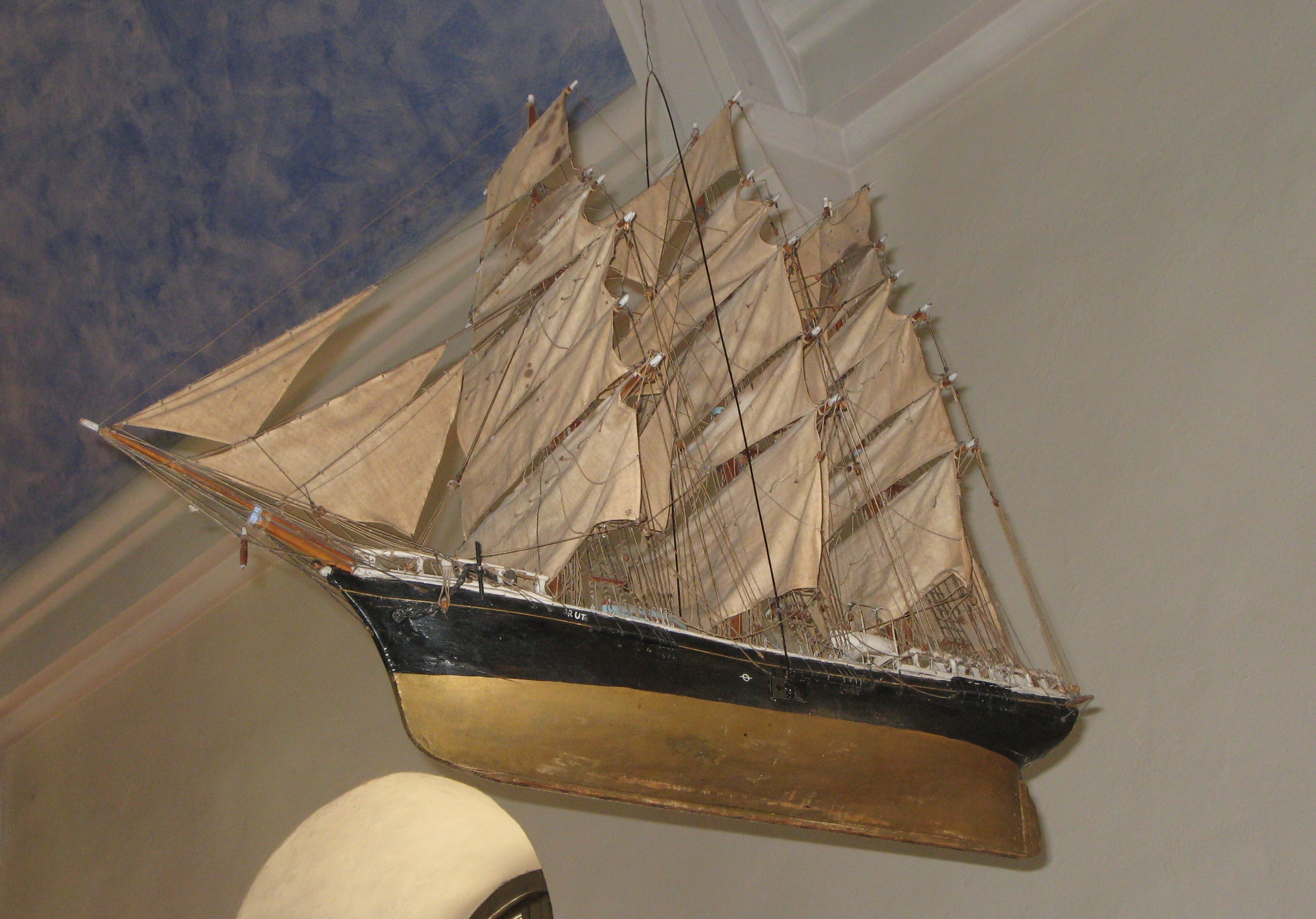
Votivskeppet Rut

## Orgel

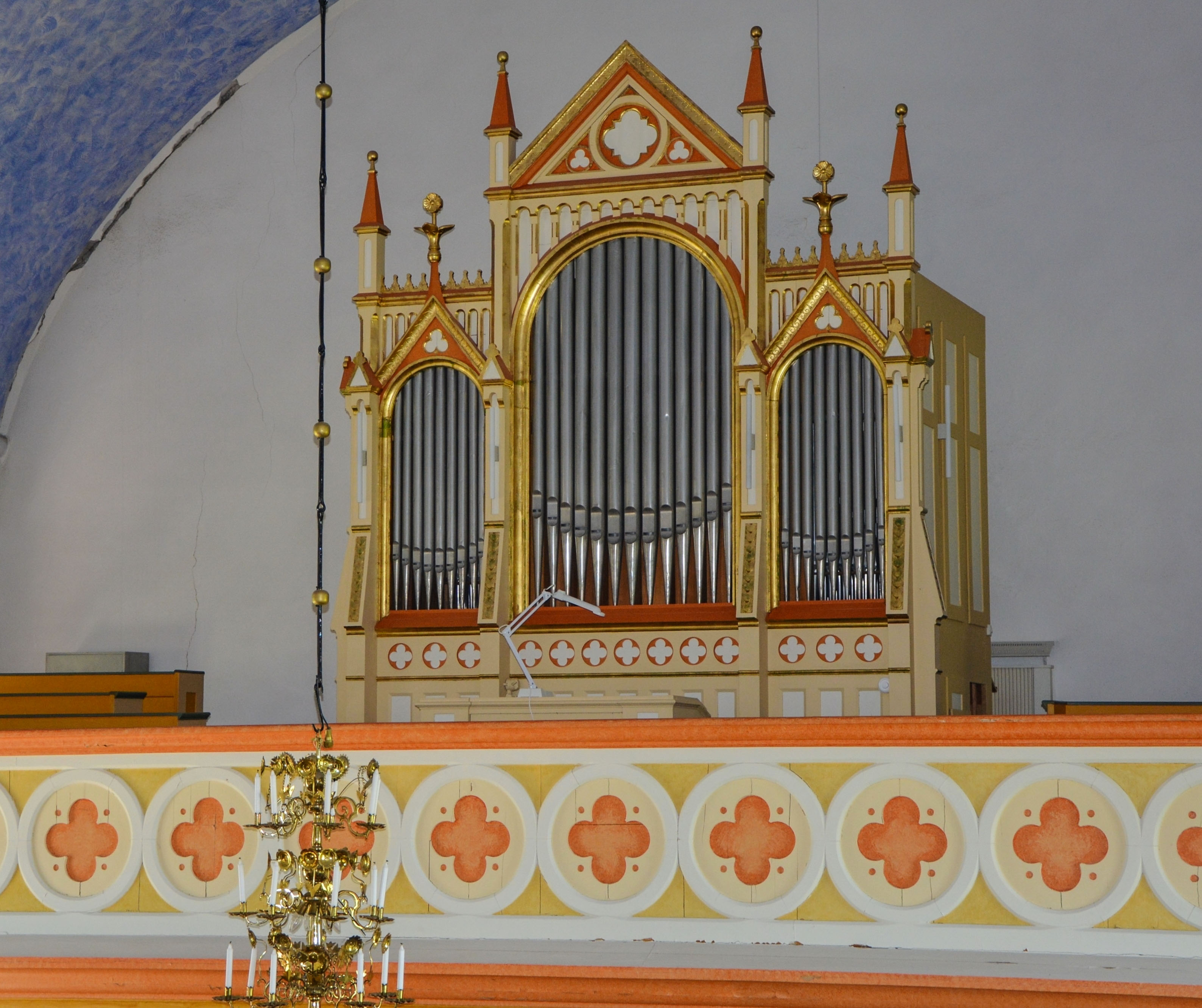
Åkerman & Lunds orgel från 1884

- 1884 uppförde firma Åkerman & Lund, Stockholm, ett orgelverk med tio stämmor. Orgeln avprovades den 1 november 1884 av domkyrkoorganist Anders Johan Johansson, Kalmar.[1][2] Tillhörande orgelfasad i nygotisk stil ritades av H. T. Holmgren.[källa behövs]

| Manual                  | Pedal   | Koppel  |
| Borduna 16’ Bas/Diskant | Bihängd | Man. 4′ |
| Principal 8’            |         |         |
| Flûte harmonique 8’     |         |         |
| Rörfleut 8’             |         |         |
| Salicional 8’           |         |         |
| Octava 4′               |         |         |
| Echofleut 4’            |         |         |
| Qvinta 3′               |         |         |
| Octava 2′               |         |         |
| Trumpet 8′              |         |         |
| Sonnette                |         |         |

## Övriga byggnader
Övriga byggnader utgörs av förråd och ekonomibyggnad. Kyrkan omges av en kallmur.